# Пино Торинезе
Пѝно Торинѐзе (на италиански: Pino Torinese; на пиемонтски: 'l Pin, Ъл Пин) е малък град и община в Метрополен град Торино, регион Пиемонт, Северна Италия. Разположен е на 495 m надморска височина. Към 1 януари 2020 г. населението на общината е 8415 души, от които 507 са чужди граждани.